# Laura Veridiana Castro e Almeida
Laura Veridiana Castro e Almeida (São Pedro, Funchal, 7 de Novembro de 1870 - São Pedro, 13 de Fevereiro de 1964) foi uma escritora portuguesa, natural da Ilha da Madeira. Usava como pseudónimo literário Maria Francisca Teresa.

## Vida
Laura Veridiana nasceu na cidade do Funchal, na freguesia de São Pedro, a 7 de Novembro de 1870, filha de D. Francisco Xavier de Castro e Almeida, natural de Goa, na então Índia Portuguesa, e de Maria Antónia de Bettencourt Pestana, natural do Funchal.
Cursou o liceu do Funchal, casando no Funchal em 1918 com o escritor e jornalista José Feliciano Soares, natural de Vera Cruz, em Aveiro.
Dedicou-se à literatura, centrando-se em trabalhos de tradução, em textos para a infância e em temas católicos.
De acordo com o Visconde do Porto da Cruz, Laura Veridiana Castro e Almeida evoluiu no Funchal num círculo de senhoras refinadas, cultas e viajadas, como a escritora Luiza Grande (1875-1945). Durante as suas estadias em Lisboa, privava com intelectuais e artistas que encontrava em casa de sua prima, Virgínia de Castro e Almeida (1874-1945), ou na de Maria Amália Vaz de Carvalho (1847-1921).
Coordenou, no lapso de tempo que medeia outubro de 1927 e as vésperas da chamada “Revolta da Madeira”, em 1931, a secção quinzenal “Notícias Infantil” no Diário de Notícias do Funchal, então dirigido pelo marido, Feliciano Soares. Essa secção infanto-juvenil apresentava anedotas, adivinhas, poesias e sugestões de leitura.
Morreu na freguesia de São Pedro, no Funchal, a 13 de Fevereiro de 1964.

## Obra
| Traduções - A Cidade Eterna, de Hall Caine, lançada em 1907; - O Apóstolo, de Hall Caine, lançada em 1907. |  | Literatura infantil - Em Casa da Avó – na Ilha da Madeira, editado em 1923; - Como Chica Conheceu Jesus, datado de 1925 e prefaciado pelo bispo do Funchal, D. Manuel António Pereira Ribeiro; - O Querido Tio Gustavo, 1925. |

### Análise
No contexto da literatura portuguesa para a infância do primeiro quartel do século XX, os três livros de Maria Francisca Teresa inscrevem-se na linha dos textos que vão apelar, como era prática corrente das autoras de ficção infantil da época, a um realismo quotidiano que instala a criança num universo que ela conhece e com o qual se encontra familiarizada. A intencionalidade didática da escritora revela-se nas situações e nos diálogos ilustrativos dos princípios ideológicos das famílias favorecidas desse período, com discursos de pendor moralizante, através dos quais se faz uma apologia das virtudes cristãs, visando moldar a consciência e o carácter dos jovens.
As obras Em Casa da Avó – na Ilha da Madeira (provavelmente o primeiro livro de literatura infanto-juvenil que tem como cenário a Madeira), Como Chica Conheceu Jesus e O Querido Tio Gustavo apresentam, no seu frontispício, a menção “livro para crianças”. Dos três volumes, apenas o segundo não é ilustrado.
Podemos situar esta escritora “naquele movimento que esteve na origem do segundo grande fôlego da história descrita para a infância em Portugal”, de acordo com a periodização proposta por José António Gomes (GOMES, 2010, 10). Transitando do século XIX para o século XX, Maria Francisca Teresa vai evoluir nesse período “compreendido entre 1900 e os finais da década de 30 [que] constitui, em termos de qualidade e diversidade estética, a verdadeira época de ouro da literatura para crianças em Portugal” (Ibid.).
Mulher da elite burguesa letrada, Maria Francisca Teresa participou nesse movimento empenhado e relacionado com a criação de uma moderna literatura para a infância, seguindo uma linha de pensamento aberto a uma pedagogia inovadora, mas defensora dos valores sociais e religiosos tradicionais. Além do mais, o pseudónimo adotado, Maria Francisca Teresa, parece reenviar para a então popularmente conhecida Santa Teresinha de Lisieux, nascida Marie Françoise Thérèse Martin, estabelecendo-se, assim, um forte vínculo espiritual católico.
Os livros de Maria Francisca Teresa reduzem a vida à descrição do quotidiano, firmado nos hábitos mais significativos das personagens (modo de expressão verbal, organização doméstica, convívios, passeios, visitas, festas, refeições, roupas, adereços e decoração da casa, entre outros), figurando, assim, traços essenciais da existência da classe alta da sociedade portuguesa nos alvores do século XX. Por via das narrações, descrições e extensos diálogos, os protagonistas prestam-se a adotar um comportamento exemplar face a modos rudes ou desprovidos de boa intenção, justificando o papel social das famílias de elite, a quem incumbe a responsabilidade de ilustrar o país.